# Landesamt für Bürger- und Ordnungsangelegenheiten
Das Landesamt für Bürger- und Ordnungsangelegenheiten (LABO) ist eine Landesoberbehörde mit rund 750 Beschäftigten und sieben Standorten des Landes Berlin. Die Behörde nimmt Aufgaben in Form von Dienstleistungen und Ordnungsaufgaben in den Gebieten der Entschädigung von NS-Unrecht, des Personenstands- und Einwohnerwesens und des Kraftfahrzeugwesens wahr. Sie ist der Senatsverwaltung für Inneres und Sport nachgeordnet.

## Geschichte
Das Landesamt für Bürger- und Ordnungsangelegenheiten ist 2005 aus dem Landeseinwohneramt (LEA) hervorgegangen. Anlass für die Gründung war die Reorganisation der Landesämter im Geschäftsbereich der Senatsverwaltungen für Inneres und Verkehr. Diese Umstrukturierungen fanden aufgrund der vom Senat beschlossenen Personaleinsparungen in Höhe von 20 % statt. Bis zur Neugründung des Landesamtes für Einwanderung 2020 war das LABO auch die Ausländerbehörde von Berlin.
Die Direktorin des Landesamtes ist Kirsten Dreher. Eine Vorgängerin war Claudia Langeheine, die 2016 Präsidentin des Landesamtes für Flüchtlingsangelegenheiten wurde.

## Aufgaben und Organisation
Das LABO wird durch den Direktor geleitet und vertreten.
Es gibt fünf Abteilungen (Stand 2024).
Abteilung I – Entschädigungsbehörde
Die Entschädigungsbehörde entscheidet über Anträge nach dem BEG (Bundesgesetz zur Entschädigung für Opfer der nationalsozialistischen Verfolgung), dem BerlEG (Gesetz über die Entschädigung der Opfer des Nationalsozialismus) und dem PrVG (Gesetz über die Anerkennung und Versorgung der politisch, rassisch oder religiös Verfolgten des Nationalsozialismus). Die Abteilung ist auch für die Ausführung der Leistungen zuständig.
Abteilung II – Personenstands- und Einwohnerwesen
Im Bereich Bürgerdienste werden die Meldeverfahren betreut.
Abteilung III – Kraftfahrzeugwesen
Die Hauptaufgabe der Abteilung III ist die Zulassung von Kraftfahrzeugen. Darüber hinaus vergibt sie Konzessionen im Gelegenheits- und Linienverkehr, für Taxen, Krankenwagen und Mietwagen nach dem Personenbeförderungsgesetz (PBefG). Sie ist darüber hinaus für die Festsetzung von Haltestellen und die Aufnahme von Verkehrsunfällen nach der BOKraft zuständig.
Abteilung IV – Fahrerlaubnisse, Personen- und Güterbeförderung
Abteilung ZS – Zentraler Service
Die Abteilung ZS übernimmt interne Aufgaben. Dazu zählen der IT-Service, die Einstellung, Entwicklung und Entlassung von Personal, die Aufgaben rund um die finanzielle Situation sowie das Facility Management.

## Projekte
Das LABO hat im Berichtszeitraum von 2016 einige Projekte umsetzen können. Dazu gehört die Erneuerung der Software für das Einwohnerwesen (VOIS), die Inbetriebnahme der App Ordnungsamt online zur Meldung von Vorkommnissen und der Ausbau der Elektronischen Fahrerlaubnisakte (ProOnEFA). Eine aktuelle Herausforderung ist die Einführung der elektronischen Akte (E-Akte).

## Aufsicht
Die Rechts- und Fachaufsicht übt die Senatsverwaltung für Inneres und Sport aus.